# Tysk-österrikiska backhopparveckan 2024/2025
Tysk-österrikiska backhopparveckan 2024/2025 arrangerades i Tyskland och Österrike mellan den 29 december 2024 och 6 januari 2025. Det var den 73:e upplagan av tysk-österrikiska backhopparveckan.

## Slutställning
Slutställningen efter fyra etapper:
| Placering | Namn                 | Nationalitet | Oberstdorf | Garmisch- Partenkirchen | Innsbruck  | Bischofshofen | Poäng totalt |
| --------- | -------------------- | ------------ | ---------- | ----------------------- | ---------- | ------------- | ------------ |
| 1         | Daniel Tschofenig    | Österrike    | 323,6 (3)  | 298,9 (1)               | 263,3 (3)  | 308,6 (1)     | 1 194,4      |
| 2         | Jan Hörl             | Österrike    | 331,6 (2)  | 283,0 (5)               | 271,9 (2)  | 306,5 (2)     | 1 193,0      |
| 3         | Stefan Kraft         | Österrike    | 335,1 (1)  | 278,7 (8)               | 273,3 (1)  | 303,2 (3)     | 1 190,3      |
| 4         | Johann André Forfang | Norge        | 318,9 (5)  | 281,1 (7)               | 252,5 (6)  | 301,7 (4)     | 1 154,2      |
| 5         | Gregor Deschwanden   | Schweiz      | 318,6 (6)  | 290,3 (2)               | 254,4 (4)  | 288,6 (11)    | 1 151,9      |
| 6         | Pius Paschke         | Tyskland     | 321,3 (4)  | 275,9 (9)               | 250,3 (8)  | 286,5 (12)    | 1 134,0      |
| 7         | Michael Hayböck      | Österrike    | 300,0 (8)  | 289,0 (3)               | 242,7 (12) | 296,9 (7)     | 1 128,6      |
| 8         | Paweł Wąsek          | Polen        | 297,8 (10) | 263,6 (16)              | 253,8 (5)  | 294,1 (8)     | 1 109,3      |
| 9         | Maximilian Ortner    | Österrike    | 293,3 (11) | 262,9 (17)              | 251,1 (7)  | 300,0 (5)     | 1 107,3      |
| 10        | Anže Lanišek         | Slovenien    | 291,0 (15) | 288,3 (4)               | 244,6 (10) | 275,1 (18)    | 1 099,0      |

## Resultat

### Oberstdorf
HS137 Schattenbergbacken, Tyskland
29 december 2024
| Placering | Namn                      | Nationalitet | Hopp 1 (m) | Omgång 1 (poäng) | Hopp 2 (m) | Omgång 2 (poäng) | Poäng totalt |
| --------- | ------------------------- | ------------ | ---------- | ---------------- | ---------- | ---------------- | ------------ |
| 1         | Stefan Kraft              | Österrike    | 138,0      | 167,2            | 135,5      | 167,9            | 335,1        |
| 2         | Jan Hörl                  | Österrike    | 134,5      | 165,9            | 135,0      | 165,7            | 331,6        |
| 3         | Daniel Tschofenig         | Österrike    | 131,0      | 155,6            | 140,5      | 168,0            | 323,6        |
| 4         | Pius Paschke              | Tyskland     | 138,0      | 162,7            | 133,5      | 158,6            | 321,3        |
| 5         | Johann André Forfang      | Norge        | 140,0      | 160,5            | 136,0      | 158,4            | 318,9        |
| 6         | Gregor Deschwanden        | Schweiz      | 140,0      | 156,4            | 136,5      | 162,2            | 318,6        |
| 7         | Kristoffer Eriksen Sundal | Norge        | 134,0      | 151,5            | 135,5      | 151,4            | 302,9        |
| 8         | Karl Geiger               | Tyskland     | 135,0      | 142,8            | 137,0      | 157,2            | 300,0        |
| 8         | Michael Hayböck           | Österrike    | 134,5      | 156,5            | 129,5      | 143,5            | 300,0        |
| 10        | Paweł Wąsek               | Polen        | 137,0      | 149,8            | 130,0      | 148,0            | 297,8        |

### Garmisch-Partenkirchen
HS142 Große Olympiaschanze, Tyskland
1 januari 2025
| Placering | Namn                 | Nationalitet | Hopp 1 (m) | Omgång 1 (poäng) | Hopp 2 (m) | Omgång 2 (poäng) | Poäng totalt |
| --------- | -------------------- | ------------ | ---------- | ---------------- | ---------- | ---------------- | ------------ |
| 1         | Daniel Tschofenig    | Österrike    | 141,5      | 151,6            | 143,0      | 147,3            | 298,9        |
| 2         | Gregor Deschwanden   | Schweiz      | 138,0      | 145,1            | 140,5      | 145,2            | 290,3        |
| 3         | Michael Hayböck      | Österrike    | 145,0      | 149,3            | 137,5      | 139,7            | 289,0        |
| 4         | Anže Lanišek         | Slovenien    | 139,5      | 140,6            | 140,5      | 147,7            | 288,3        |
| 5         | Jan Hörl             | Österrike    | 134,0      | 134,1            | 142,5      | 148,9            | 283,0        |
| 6         | Karl Geiger          | Tyskland     | 137,0      | 139,8            | 138,5      | 142,9            | 282,7        |
| 7         | Johann André Forfang | Norge        | 136,5      | 138,3            | 137,5      | 142,8            | 281,1        |
| 8         | Stefan Kraft         | Österrike    | 131,5      | 131,1            | 140,5      | 147,6            | 278,7        |
| 9         | Pius Paschke         | Tyskland     | 129,0      | 130,8            | 143,5      | 145,1            | 275,9        |
| 10        | Andreas Wellinger    | Tyskland     | 126,5      | 133,2            | 134,0      | 140,8            | 274,0        |

### Innsbruck
HS128 Bergiselbacken, Österrike
4 januari 2025
| Placering | Namn                 | Nationalitet | Hopp 1 (m) | Omgång 1 (poäng) | Hopp 2 (m) | Omgång 2 (poäng) | Poäng totalt |
| --------- | -------------------- | ------------ | ---------- | ---------------- | ---------- | ---------------- | ------------ |
| 1         | Stefan Kraft         | Österrike    | 131,5      | 135,0            | 132,5      | 138,3            | 273,3        |
| 2         | Jan Hörl             | Österrike    | 134,0      | 135,5            | 132,0      | 136,4            | 271,9        |
| 3         | Daniel Tschofenig    | Österrike    | 132,5      | 134,6            | 127,5      | 128,7            | 263,3        |
| 4         | Gregor Deschwanden   | Schweiz      | 126,0      | 123,7            | 129,0      | 130,7            | 254,4        |
| 5         | Paweł Wąsek          | Polen        | 129,0      | 124,7            | 129,5      | 129,1            | 253,8        |
| 6         | Johann André Forfang | Norge        | 130,5      | 130,9            | 122,0      | 121,6            | 252,5        |
| 7         | Maximilian Ortner    | Österrike    | 128,5      | 126,3            | 125,5      | 124,8            | 251,1        |
| 8         | Pius Paschke         | Tyskland     | 128,5      | 126,6            | 123,5      | 123,7            | 250,3        |
| 9         | Domen Prevc          | Slovenien    | 129,0      | 126,7            | 123,5      | 119,1            | 245,8        |
| 10        | Anže Lanišek         | Slovenien    | 127,5      | 122,8            | 125,0      | 121,8            | 244,6        |

### Bischofshofen
HS142 Paul-Ausserleitner-backen, Österrike
6 januari 2025
| Placering | Namn                 | Nationalitet | Hopp 1 (m) | Omgång 1 (poäng) | Hopp 2 (m) | Omgång 2 (poäng) | Poäng totalt |
| --------- | -------------------- | ------------ | ---------- | ---------------- | ---------- | ---------------- | ------------ |
| 1         | Daniel Tschofenig    | Österrike    | 136,0      | 149,6            | 140,5      | 159,0            | 308,6        |
| 2         | Jan Hörl             | Österrike    | 140,5      | 152,7            | 143,0      | 153,8            | 306,5        |
| 3         | Stefan Kraft         | Österrike    | 136,0      | 154,8            | 137,5      | 148,4            | 303,2        |
| 4         | Johann André Forfang | Norge        | 139,5      | 152,2            | 139,5      | 149,5            | 301,7        |
| 5         | Maximilian Ortner    | Österrike    | 134,0      | 153,4            | 137,5      | 146,6            | 300,0        |
| 6         | Benjamin Østvold     | Norge        | 137,5      | 147,9            | 139,0      | 150,3            | 298,2        |
| 7         | Michael Hayböck      | Österrike    | 138,0      | 147,8            | 140,0      | 149,1            | 296,9        |
| 8         | Paweł Wąsek          | Polen        | 137,5      | 145,9            | 139,0      | 148,2            | 294,1        |
| 9         | Andreas Wellinger    | Tyskland     | 133,0      | 140,8            | 135,5      | 150,1            | 290,9        |
| 10        | Ren Nikaido          | Japan        | 135,5      | 139,1            | 136,5      | 150,8            | 289,9        |